# Verifone
Verifone ist ein kalifornischer Anbieter von Hardware-Produkten für die Zahlungsabwicklung mit Sitz in San José. Insbesondere POS-Terminals für den Einzelhandel zählen zu den Produkten Verifones.

## Geschichte
Verifone wurde 1981 von William Melton in Hawaii gegründet und nach seinem ersten Produkt benannt, einem Verifizierungstelefon.
Seit Ende der 1980er Jahre hält Verifone mehr als 60 Prozent des US-Marktes, und in den 1990er Jahren eroberte das Unternehmen mehr als die Hälfte des internationalen Marktes für solche Systeme. Im Jahr 1996 platzierte das Unternehmen sein fünfmillionstes System.
1995 wurde Enterprise Integration Technologies, das S-HTTP entwickelt hatte, für 28 Millionen Dollar übernommen.
Das Unternehmen wurde 2018 von der Private-Equity-Gesellschaft Francisco Partners für 3,4 Milliarden US-Dollar übernommen. Zwischen 2005 und der Übernahme 2018 war Verifone börsennotiert.

## Ausfall von Verifone-Terminals im Jahr 2022 in Deutschland

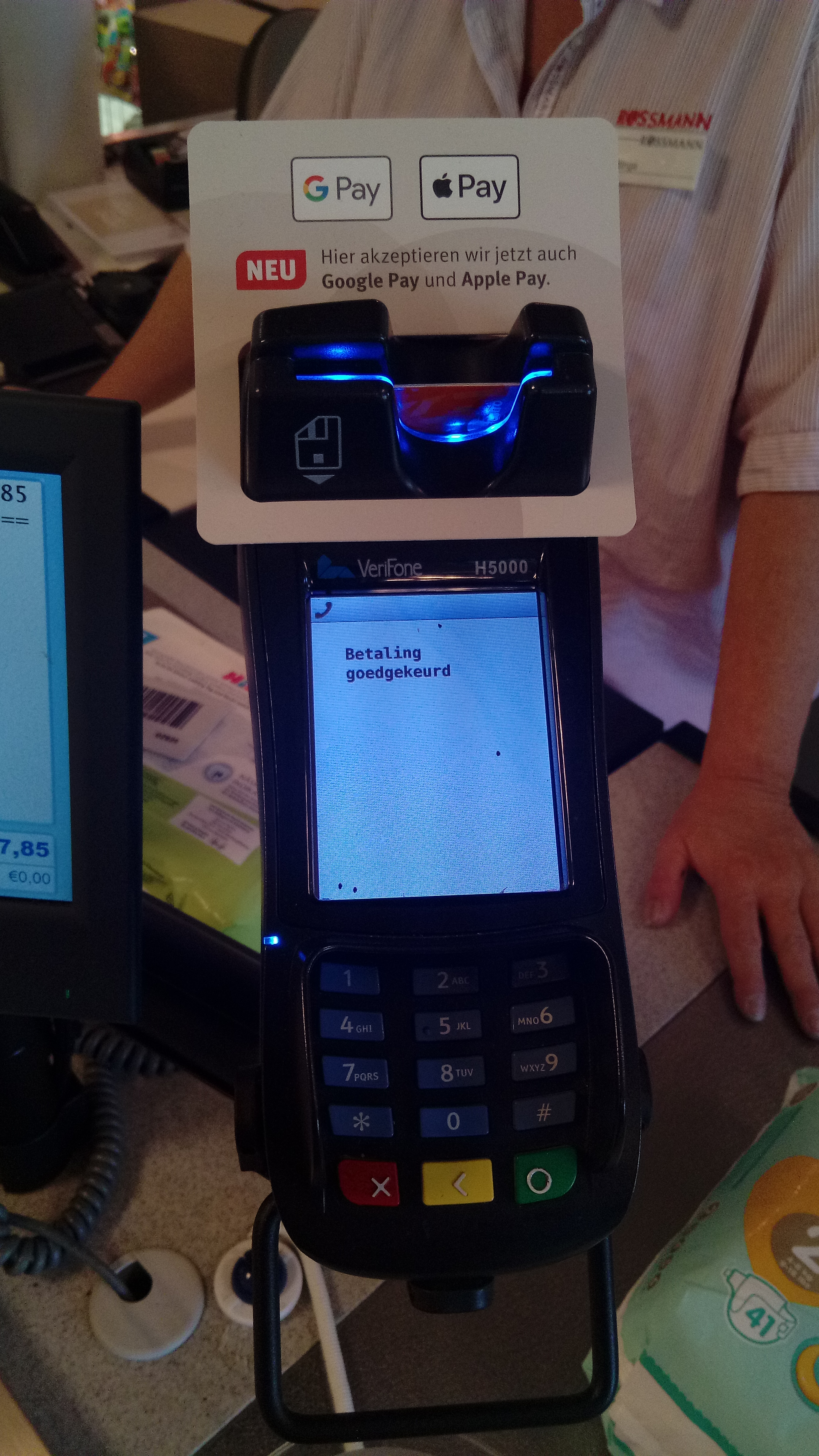
H5000 von Verifone

Ab dem 24. Mai 2022 versagte rund ein Viertel der etwa 100.000 POS-Terminals des Typs H5000, der hauptsächlich in Deutschland eingesetzt wird, den Dienst. Betroffen waren neben einigen Tankstellen auch mehrere große Einzelhandelsketten wie Edeka, Aldi Nord, Netto Marken-Discount, dm-drogerie markt und Rossmann. Als Grund für den Ausfall wurde zunächst ein Zertifikatsfehler innerhalb bestimmter Versionen der von Verifone bereitgestellten Software angenommen. Eine Cyberattacke wurde nicht vermutet. Die Probleme waren auch nach einer Woche noch nicht vollständig gelöst und konnten meist nur durch einen Gerätetausch vor Ort beseitigt werden.
Das Terminal H5000, das bereits seit 2013 auf dem Markt war, wurde offiziell bereits Ende 2018 aus dem Verkauf genommen, war veraltet und entsprach bereits seit Anfang des Jahres 2022 nicht mehr den technischen Vorschriften. Bereits installierte Geräte durften nur noch aufgrund einer großzügig bemessenen Übergangsfrist der deutschen Kreditwirtschaft bis 2025 betrieben werden. Verifone hatte schon im November 2020 angekündigt, dass die alte Version 3 des Payment Card Industry Data Security Standards (PCI-DSS), mit dem unter anderem das H5000 arbeitet, ab dem 30. April 2021 auslaufen würde.